# 劉瑜 (景泰進士)
劉瑜（1422年—？年），字彥琢，江西吉安府安福縣人，民籍，治《詩經》。

## 生平
八月十五日生，行一，由縣學生中式江西鄉試第一百二十九名舉人，會試中式第二百三名。年三十三歲中式景泰五年甲戌科第三甲第二百零一名進士。

## 家族
曾祖劉源遠；祖劉仲文；父劉仕綱；母彭氏。重慶下，妻賀氏，弟琮；璨。